# Lili Sandu
Lili Sandu (n. 28 mai 1979, Tulcea) este o actriță și cântăreață română. Cariera lui Lili Sandu a început în anul 1995, a avut primul contact cu scena prin intermediul Școlii Vedetelor, după care a colaborat cu trupa Trinity, împreună cu Ileana Lazariuc. Lili a avut o scurtă carieră solo până în anul 2009, iar apoi a plecat în SUA pentru a deveni actriță.

## Biografie
În 1998 a luat locul III la Festivalul de muzică ușoară „Mamaia '98”, secțiunea interpretare, iar în anul 2000 a devenit componentă a trupei Trinity. În 2005 își începe cariera muzicală sub numele de “Lil’Lee”, single-ul său de debut “Aproape de tine”, tot in acelasi an a jucat în telenovelele Numai iubirea, difuzată pe Acasă TV și Păcatele Evei. În anul 2007 a lansat videoclipul piesei „Jump”. Tot în același an, Lili lansează primul albumul „Under my soul”, care cuprinde  cuprinde 12 piese în limba engleză, creații ale unor compozitori și textieri francezi: Nicky Baker, Didier Atlan, Bruno Linck, Michael Giorgi, Cedric Sheitan Ratanga. 
În anul 2008 Lili Sandu și-a continuat cariera cu rolul său din telenovela “Doctori de mame” cât și cu noul single “Hot sound maker”
În anul 2014 ea a fost co-prezentatoarea emisiunii Dansează printre stele difuzată pe Antena 1 alături de Victor Slav.
În anul 2016 până în 2017 ea a fost V Reporter emisiunea Vocea României difuzată pe PRO TV alături de Pavel Bartoș.
În anul 2017 a participat la Uite Cine Dansează difuzat de PRO TV cu Iulian Țurcanu a fost eliminat pe 27 martie 2017.
În anul 2018 a participat la Exatlon România difuzat de Kanal D România în echipa Faimoșii a fost eliminat în episodul 20 a patra eliminare.
În anul 2019, Lili Sandu a devenit prezentatoarea emisiunii FanArena ,show difuzat de Kanal D România. Pentru diferite emisiuni ea a colaborat cu PRO TV.
În anul 2022, Lili Sandu este prezentatoarea emisiunii Vorbește Lumea, show difuzat de PRO TV alături cu Bogdan Ciudoiu și Andrei Lăcătuș (Șurubel).

## Filmografie
- (2004) Numai iubirea
- (2005) Păcatele Evei
- (2006) Daria, iubirea mea
- (2007) Inimă de țigan
- (2008) Îngerașii
- (2009) State de România